# Montblanquet
Montblanquet es una localidad española del municipio leridano de Vallbona de las Monjas, en la comunidad autónoma de Cataluña.

## Historia
A mediados del siglo XIX, el lugar, ya por entonces perteneciente al municipio de Vallbona, contaba con una población censada de 32 habitantes. La localidad aparece descrita en el undécimo volumen del Diccionario geográfico-estadístico-histórico de España y sus posesiones de Ultramar de Pascual Madoz de la siguiente manera:

MOMBLANQUET: l. del distrito municipal de Vallbona, en la prov. de Lérida (7 leg.), part. jud. de Cervera (2), aud. terr. y c. g. de Barcelona (16), dióc. de Tarragona (10). sit. en una pequeña colina; clima frio y sano. Se compone de 15 casas y una igl. aneja de la parr. de Rocallaura, cuyo cura les dice misa. Confina el term. por el N. con Rocallaura; E. Tallat; S. Ferres y Fulleda, y O. Omells de Nogaya. El terreno es de mediana calidad, y le cruzan varios caminos que dirigen á Tárrega, Cervera y Sta. Coloma, en bastante mal estado; hay ademas algunos otros para los pueblos inmediatos: la correspondencia se recibe de la estafeta de Tárrega. prod.: trigo, vino y algun aceite; cria ganado lanar y un poco de vacuno para la labranza. pobl.: 4 vec., 32 almas, riqueza imp.: 28,323 rs. contr.: el 14'48 por 100 de esta riqueza.
(Madoz, 1848, p. 474)

En 2022 la localidad tenía una población de 8 habitantes.